# Ulvehøvdingen
Ulvehøvdingen er en amerikansk stumfilm fra 1920 af Lambert Hillyer.

## Medvirkende
- William S. Hart som 'Sierra' Bill
- Eva Novak som Nelly Gray
- J. Gordon Russell som Ringe
- Florence Carpenter som Rosita
- Richard Headrick som Sonny
- Ira McFadden som Slim